# Lasioglossum articulare
Lasioglossum articulare là một loài Hymenoptera trong họ Halictidae. Loài này được Pérez mô tả khoa học năm 1895.